# Mr. Arkadin
Mr. Arkadin o Confidential Report es una película de 1955 de coproducción franco-hispano-suiza y dirigida por Orson Welles. De dar vida a los personajes principales se encargaron el propio Orson Welles, Michael Redgrave y Akim Tamiroff.

## Sinopsis
Guy Van Stratten, contrabandista estadounidense de poca monta que está trabajando en Europa, está en la escena de un asesinato. El moribundo le susurra dos nombres que -según él- son muy valiosos. Uno de ellos es Gregory Arkadin. Con el uso de esta pequeña información y un montón de fabulaciones, Van Stratten logra conocer al magnate, aparente multimillonario, Mr. Arkadin, que lo contrata para investigar su propio pasado, que dice haber olvidado. Viajando por todo el mundo, Van Stratten intentará reunir las piezas para reconstruir el pasado de Arkadin.

## Producción y rodaje
La película se filmó en diversos lugares, entre ellos Madrid (en el antiguo aeropuerto de Barajas), Segovia (el Alcázar, la Fuencisla), Pedraza y Valladolid (en el Colegio de San Gregorio, hoy Museo Nacional de Escultura, contando con casi 300 figurantes entre los que se encontraba el escritor Miguel Delibes).